# Studio Tan
Studio Tan è  il decimo album solista di Frank Zappa, pubblicato nel 1978.

## Tracce
Tutti i brani sono di Frank Zappa.
1. The Adventures of Greggery Peccary - 20:40
2. Let Me Take You to the Beach - 2:44
3. Revised Music for Guitar & Low Budget Orchestra - 7:36
4. Redunzl (RDNZL) - 8:12